# Кунвар, Бам Бахадур
Бам Бахадур Кунвар (непальск. बम बहादुर कुँवर; 1818—1857, Катманду, Непал) — непальский государственный деятель, премьер-министр Непала в 1856—1857 годах.

## Политическая карьера
17 июля 1856 года Джанг Бахадур внезапно ушёл в отставку с поста премьер-министра и объявил Бама Бахадура Кунвара своим преемником. Хоть Джанг Бахадур и ушёл в отставку, власть, авторитет и командование страной находились в руках Джанга. На Бама Бахадура была возложена ответственность за пост премьер-министра, который он занимал до своей смерти. Бам Бахадур в разное время был исполняющим обязанности премьер-министра, однако без своего брата и совета ничего предпринять не мог.